# New Zealand Defence Force
La Forza di Difesa Neozelandese (ufficialmente: Te Ope Kātua o Aotearoa / New Zealand Defence Force in māori e inglese) comprende tre corpi militari: l'Esercito, la Marina Reale, e l'Aviazione Reale. Il comandante in capo è il Re della Nuova Zelanda ed esercita le proprie funzioni nella persona del Governatore generale della Nuova Zelanda, Dame Patsy Reddy, che a sua volta esercita il proprio potere su consiglio del Ministro della Difesa, Jonathan Coleman, per il Defence Act 1990. Il comandante e testa della NZDF è il Capo della Forza di Difesa (Chief of Defence Force, CDF), Tenente Generale Tim Keating, che rappresenta anche il principale consigliere militare del Ministro della Difesa.
Le forze armate neozelandesi hanno una politica consistente in tre obiettivi difensivi: difendere la Nuova Zelanda da minacce di scarso peso, contribuire alla sicurezza regionale, prendere parte negli sforzi per la sicurezza globale. La Nuova Zelanda considera modesta la necessità di difendere il proprio territorio nazionale, per l'isolamento geografico di questo e per i buoni rapporti diplomatici con i Paesi vicini.